# Ischiopsopha asperipennis
Ischiopsopha asperipennis är en skalbaggsart som beskrevs av Miksic 1978. Ischiopsopha asperipennis ingår i släktet Ischiopsopha och familjen Cetoniidae. Inga underarter finns listade i Catalogue of Life.